# Uvaria beccarii
Uvaria beccarii este o specie de plante angiosperme din genul Uvaria, familia Annonaceae, descrisă de Attanayake, I. M. Turner și Richard M.K. Saunders. Conform Catalogue of Life specia Uvaria beccarii nu are subspecii cunoscute.